# Ulejma
Ulejma (ros. Улейма) – wieś (sieło) w Rosji, w obwodzie jarosławskim, w rejonie uglickim. W 2021 liczyła 333 mieszkańców.